# Вертольоти Росії
АТ «Вертольоти Росії» — російський вертольотобудівний холдинг, який об'єднує всі вертольотобудівний підприємства країни, є дочірньою компанією ВАТ ОПК «Оборонпром», що входить до складу Державної корпорації «Ростех».

## Історія
Холдинг «Вертольоти Росії» був створений в 2007 як дочірня компанія ВАТ «Оборонпром», в яку були передані вертольотобудівний активи материнської компанії.
До кінця 2010 холдинг консолідував контрольні пакети всіх вертольотобудівний заводів в Росії.
У травні 2011 «Вертольоти Росії» збиралися провести первинне розміщення акцій на Лондонській фондовій біржі, плануючи залучити понад $ 500 млн (з них до $ 250 млн як інвестиції в саму компанію, решта — власнику — «Оборонпрому»). Це стало б першим розміщенням підприємства російського ВПК на закордонному майданчику. Підготовка до IPO супроводжувалася досить помітною рекламною кампанією, зокрема, в газеті «The Times» було розміщено привітання принцу Вільяму з весіллям. Рекламне оголошення на цілу смугу зображувало вертоліт Мі-26T, що навис над Букінгемським палацом з великим подарунковим згортком. Доповнював рекламу слоган «Одному відомому пілоту від відомого виробника вертольотів». Однак, розміщення було відкладено в силу низького попиту на акції.
Галузеве видання Defense News в своєму щорічному рейтингу Defense News TOP 100, присвяченому компаніям оборонно-промислового комплексу з усього світу, помістило холдинг «Вертольоти Росії» на 24-е місце за підсумками 2012 року, зазначивши рекордні темпи зростання російської оборонної компанії, що піднялася з 39 -й позиції в рейтингу за підсумками 2011. В аналізі рейтингу наголошується, що за звітний період ОПК Росії в цілому показав вражаючі результати, особливо на тлі зниження військових витрат США і ряду європейських країн.
У вересні 2015 компанія включена до списку санкцій України. Санкції передбачають блокування активів і призупинення виконання економічних і фінансових зобов'язань з боку України "